# Федулов, Игорь Вячеславович
И́горь Вячесла́вович Феду́лов (род. 4 июля 1966 года, Кирово-Чепецк, Кировская область, РСФСР, СССР) — советский, российский, швейцарский хоккеист, центральный нападающий, позднее хоккейный тренер. Большую часть игровой карьеры выступал за клубы Швейцарской национальной лиги.

## Биография
Родился 4 июля 1966 года в Кирово-Чепецке. Воспитанник ДЮСШ «Олимпия» (первый тренер Г. М. Журавлёв), где и начал свою игровую карьеру.
В 1989—1994 годах выступал в составе челябинского «Трактора» (в чемпионатах СССР, СНГ и МХЛ, был бронзовым призёром первенства МХЛ (сезон 1993/1994).
Играл в составе сборной России на чемпионате мира 1994 года. В составе тройки с Валерием Каменским и Андреем Коваленко, набрал 9 (4 + 5) результативных баллов в шести матчах. На следующем чемпионате мира 1995 года также в шести матчах набрал 4 (2 + 2) очка. В составе сборной является двукратным обладателем Кубка Германии (1992 и 1993 годы) и обладателем Кубка «Ниссана» (Швейцария, 1994 год).
В 1994 году подписал контракт с швейцарским клубом «Амбри-Пиотта» и в дальнейшем продолжил выступать за клубы этой страны в Швейцарской национальной лиге (дивизионы «A» и «B»). В составе «Амбри-Пиотта» стал бронзовым медалистом сезона 1994/1995, в составе ХК «Лугано» становился чемпионом (1998/1999) и серебряным призёром (1999/2000) первенства. Вторично стал серебряным призёром в составе клуба Женева-Серветт в сезоне 2007/2008.
В 2011 году приглашён на тренерскую работу в знакомый ему клуб «Женева-Серветт» — возглавить молодёжный состав клуба, а также заняться подготовкой и развитием детской команды.

## Достижения
- Бронзовый призёр чемпионата МХЛ 1993/1994.
- Бронзовый призёр чемпионата Швейцарии 1994/1995[фр.].
- Чемпион Швейцарии 1998/1999[фр.]
- Серебряный призёр чемпионата Швейцарии 1999/2000[фр.]
- Серебряный призёр чемпионата Швейцарии 2007/2008[фр.]